# Scooby-Doo e l'isola degli zombie
Scooby-Doo e l'isola degli zombie (Scooby-Doo on Zombie Island) è un film del 1998 diretto da Jim Stenstrum.
Prodotto dalla Hanna-Barbera Cartoons in collaborazione con Warner Bros. Animation e Warner Bros. Family Entertainment, è stato distribuito negli Stati Uniti d'America il 22 settembre 1998 e in Italia il 6 marzo 2002. Il film narra le avventure di Scooby-Doo e la Mystery Inc. alle prese con una maledizione che riporta in vita i morti, e questa volta saranno zombie veri, scaturiti da un sortilegio.
È il primo film direct-to-video basato sulla serie omonima, ed è caratterizzato da un tono molto più cupo rispetto alla serie e ai film successivi.
Il film è dedicato alla memoria di Don Messick, il doppiatore originale di Scooby-Doo, che morì quasi un anno prima della sua uscita. Il film è anche uno degli ultimi doppiaggi di Ed Gilbert.
Il film ha avuto un seguito Scooby-Doo! e il ritorno sull'isola degli zombie uscito in America il 3 settembre 2019 e in Italia il 13 settembre dello stesso anno.

## Trama
I cinque membri della Mystery, Inc. prendono strade separate dopo essersi annoiati di risolvere i misteri perché i colpevoli sono sempre persone in costume: Daphne Blake, insieme a Fred Jones, inizia a dirigere una serie televisiva di successo, Velma Dinkley apre un negozio di libri gialli e Shaggy Rogers e il suo cane Scooby-Doo rimbalzano sul lavoro a causa delle loro abitudini alimentari che li fanno licenziare regolarmente.
Determinato a dare la caccia a un vero fantasma per il suo spettacolo, Fred contatta gli altri e l'intera banda viene riunita per il compleanno di Daphne. Si imbarcano così in un viaggio alla ricerca di luoghi infestati negli Stati Uniti per lo spettacolo della ragazza. Dopo aver incontrato molti falsi mostri (come al solito), la banda arriva a New Orleans, in Louisiana, ormai stufa, e viene invitata da una giovane donna di nome Lena Dupree a visitare il suo posto di lavoro all'isola Mezzaluna, un'isola presumibilmente infestata dal fantasma di un celebre pirata del luogo, Morgan Mezzaluna, dopo aver sentito per caso i loro discorsi. Sebbene scettici, i protagonisti decidono di andare sull'isola, dopo aver scoperto da alcune ricerche in rete di diverse sparizioni misteriose, legate al luogo. Lì incontrano Simone Lenoir, datrice di lavoro di Lena, che vive in una grande casa del sud in una piantagione di peperoncini, il traghettatore dell'isola Jacques e il giardiniere di Simone, Beau.
Un giorno Shaggy e Scooby incontrano proprio il fantasma di Morgan, che diventa un vero cadavere rianimato, e fuggono terrorizzati, ma nessuno gli crede, anche se poi la banda riceve diversi avvertimenti spettrali che li invitano ad andarsene. Nonostante questo, decidono di rimanere per la notte; Shaggy vede poi un altro fantasma, un colonnello confederato, che li avverte nuovamente di andarsene.
Quella notte, il ragazzo e Scooby vengono inseguiti da un'orda di zombi. Velma sospetta di Beau, mentre Daphne e Fred ne catturano uno. Essendo convinto come gli altri che sia la solita maschera, quest'ultimo cerca di toglierla, ma invece gli leva l'intera testa, rivelando così che gli zombi sono reali. Mentre l'orda li insegue, la banda viene divisa nel caos e Daphne fa cadere accidentalmente a Fred la sua videocamera nelle sabbie mobili, perdendo le prove del film per il loro spettacolo. In una grotta, Shaggy e Scooby scoprono delle bambole voodoo di cera che ricordano Fred, Velma e Daphne. Giocando con esse, iniziano a controllare involontariamente le azioni della banda, lasciandoli confusi, ma le fanno cadere e fuggono quando disturbano uno stormo di pipistrelli.
Il resto della banda e Beau scoprono un passaggio segreto in casa e trovano Lena, la quale dice loro che gli zombi hanno trascinato via Simone. Il passaggio conduce a una camera segreta per rituali voodoo, dove Velma si confronta con la ragazza: ella ha mentito perché le impronte nel passaggio erano di Simone, che in realtà si era avvicinata alla camera invece di essere trascinata via. Dopo aver intrappolato la banda nella camera con le bambole voodoo, la donna e Lena si rivelano essere in combutta e improvvisamente si trasformano, insieme a Jacques, in dei malvagi gatti mannari. Simone allora comincia a raccontare al gruppo la sua storia: 200 anni fa, lei e Lena facevano parte di un gruppo di coloni dell'isola che adoravano un dio gatto e che vivevano felicemente in armonia e in pace con la natura. Ma una notte, durante una festa dei coloni, Morgan Mezzaluna e il suo equipaggio sbarcarono sull'isola in cerca di un nascondiglio per il loro tesoro. I pirati distrussero il villaggio e spinsero tutti i coloni, tranne Simone e Lena, che erano assenti alla festa, nella palude infestata dagli alligatori, dove vennero divorati. Distrutte per la perdita delle loro famiglie e desiderose di vendicarsi, le due donne evocarono il potere del dio gatto, lanciando una maledizione sui pirati: pochi istanti dopo, si trasformarono in gatti mannari e massacrarono la ciurma insieme a Morgan. Ma Lena e Simone si resero conto che anche loro erano diventate vittime della maledizione: esse infatti potevano restare giovani e immortali per sempre, a patto che assorbissero la forza vitale di esseri umani entro la mezzanotte della prima luna piena d'autunno. Desiderose dell'eterna giovinezza non ne poterono più fare a meno, e continuarono ad adescare vittime nel corso degli anni. Daphne quindi capisce che gli zombi e i fantasmi sono tutto ciò che resta delle vittime delle due donne, e il loro scopo era avvisarli per evitare che il gruppo subisse il loro stesso destino. Anche Morgan Mezza si rivela una vittima insieme al suo equipaggio. Jacques divenne il loro traghettatore per portare loro più vittime, dato che voleva ottenere l'immortalità in cambio.
Di colpo Shaggy e Scooby interrompono la cerimonia dei gatti mannari, e la banda si libera ma le creature li circondano. Tuttavia, è troppo tardi anche per loro; il tempo per la cerimonia è passato e i gatti mannari si sbriciolano in polvere, permettendo alle anime degli zombi di riposare finalmente in pace. Infine Beau si rivela essere un agente di polizia sotto copertura, che era stato inviato per indagare sulle numerose sparizioni sull'isola. Daphne allora gli chiede di essere la guest star nel prossimo episodio del suo show, e tutti lasciano il posto al mattino.

## Produzione
Il franchise di Scooby-Doo , che al momento dell'uscita del film si stava avvicinando al traguardo dei 30 anni, era entrato in un periodo di rendimenti decrescenti all'inizio degli anni '90. Dopo la conclusione della sesta iterazione della serie, A Pup Named Scooby-Doo , il personaggio è scomparso dalle programmazioni del sabato mattina . Nel 1991, la Turner Broadcasting System ha acquistato Hanna-Barbera, lo studio di animazione dietro Scooby , in gran parte per riempire la programmazione di un nuovo canale via cavo 24 ore su 24, 7 giorni su 7, incentrato su proprietà animate: Cartoon Network .  L'avvento del cavo ha dato al franchise una rinnovata popolarità: rapidamente, le repliche di Scooby hanno ottenuto i massimi ascolti.  Zombie Island non è stato solo il primo tentativo di un'avventura di Scooby di lungometraggio ; diversi film per la televisione sono stati prodotti alla fine degli anni '80 con protagonista il personaggio, come Scooby-Doo e la scuola dei Ghoul . Nel 1996, Turner si fuse con Time Warner .  Davis Doi, responsabile di Hanna-Barbera, fu incaricato di sviluppare progetti basati sulla proprietà esistente dello studio. I dirigenti della Warner suggerirono Scooby , dato che la proprietà aveva un punteggio Q elevato , e proposero che potesse essere un lungometraggio direct-to-video . 
Il team riunito per lavorare alla produzione era composto da veterani del settore dell'animazione, e aveva lavorato più di recente a SWAT Kats: The Radical Squadron e The Real Adventures of Jonny Quest .  Lo sceneggiatore Glenn Leopold era nel franchise dal 1979, con Scooby-Doo e Scrappy-Doo . Il film è stato diretto da Jim Stenstrum, che aveva lavorato ai progetti di Scooby a partire dal 1983, con The New Scooby and Scrappy-Doo Show . Poiché il film era considerato un esperimento una tantum dai vertici dello studio, la troupe ha lavorato con poca supervisione e completa libertà creativa. Doi e Leopold hanno sviluppato la storia del film, con Leopold che ha ricevuto il merito esclusivo per la sceneggiatura.  La maggior parte della sceneggiatura è riciclata dalla sceneggiatura di Leopold per l'episodio incompiuto di SWAT Kats "The Curse of Kataluna".  Stenstrum e Doi suggerirono nei primi incontri sulla storia che i mostri nel film fossero reali (le precedenti uscite di Scooby erano quasi sempre "cattivi" con maschere di gomma), ritenendo che funzionasse per un episodio televisivo di mezz'ora, ma che avrebbe potuto diventare noioso per un lungometraggio. Leopold non era d'accordo, notando che per tutta la storia del franchise, era sempre rimasto un mistero semplice e risolvibile. Lance Falk, che ha lavorato come coordinatore dei modelli nel film, ha suggerito di combinare entrambe le idee.

## Pubblicazione
Inizialmente, il film avrebbe dovuto essere distribuito nelle sale cinematografiche, ma quando la Warner Bros. notò il forte mercato dei media domestici, in particolare i loro film animati di successo di Batman direct-to-video, fu successivamente deciso di distribuirlo in VHS il 22 settembre 1998, tramite la Warner Home Video .  A causa del costo di produzione, il nastro fu venduto al dettaglio a $ 19,95, che era più alto rispetto ad altri titoli direct-to-video di quell'epoca.  Le vendite del film superarono le aspettative dello studio, secondo un articolo di Billboard del 1999.  Fu distribuito in DVD il 6 marzo 2001 e successivamente ripubblicato nel 2008 come doppio lungometraggio in DVD insieme al terzo film di Scooby direct-to-video, Scooby-Doo e gli invasori alieni (2000). 
Il film è stato aiutato da una spinta promozionale da 50 milioni di dollari, poiché gli inserzionisti credevano che la natura iconica del personaggio avrebbe generato forti vendite e meritasse "la stessa visibilità di un'uscita nelle sale".  I collegamenti includevano la Campbell Soup Company, SpaghettiOs , 1-800-COLLECT, Wendy's , Lego e Cartoon Network,  che hanno debuttato il film in televisione il 31 ottobre 1998, dopo un mese a tema sulla serie. È stato anche promosso come parte dell'accordo di sponsorizzazione "Wacky Racing" della rete con Melling Racing nel 1998, come il terzo di quattro schemi di verniciatura presenti sulla Ford Taurus #9 della NASCAR Winston Cup Series guidata dall'allora esordiente Jerry Nadeau . La verniciatura debuttò al Richmond International Raceway nell'Exide NASCAR Select Batteries 400 il 12 settembre 1998, e fu utilizzata sulla vettura durante la Dura Lube Kmart 500 al Phoenix International Raceway il 25 ottobre 1998, per un totale di sette gare su trentatré in programma. La spinta promozionale fu, all'epoca, il più grande supporto di marketing nella storia della Warner Bros. Family Entertainment.

## Doppiaggio
| Personaggio          | Doppiatore originale | Doppiatore italiano |
| -------------------- | -------------------- | ------------------- |
| Scooby-Doo           | Scott Innes          | Pietro Ubaldi       |
| Shaggy Rogers        | Billy West           | Diego Sabre         |
| Fred Jones           | Frank Welker         | Gabriele Calindri   |
| Daphne Blake         | Mary Kay Bergman     | Jasmine Laurenti    |
| Velma Dinkley        | B.J. Ward            | Giulia Franzoso     |
| Lena Duprè           | Tara Strong          | Debora Magnaghi     |
| Madame Simone Lenoir | Adrienne Barbeau     | Caterina Rochira    |
| Lt. Beau Neville     | Cam Clarke           | Marco Balzarotti    |
| Jacques              | Jim Cummings         | Maurizio Scattorin  |
| Snakebite Scruggs    | Mark Hamill          | Mario Zucca         |
| Mangiafuoco          |                      | Silvio Pandolfi     |
| Mr. Beeman           | Ed Gilbert           | Alberto Olivero     |

## Seguito
Dopo ventuno anni di distanza, venne realizzato un sequel diretto, intitolato Scooby-Doo! e il ritorno sull'isola degli zombie (Scooby-Doo! Return to Zombie Island), è stato presentato in anteprima mondiale al San Diego Comic-Con International il 21 luglio 2019, seguito da una versione digitale il 3 settembre e da una versione DVD il 1º ottobre[3]. In Italia venne trasmesso il 13 settembre 2019.

## Accoglienza
Su Rotten Tomatoes il film ha un indice di gradimento dell'88% basato su otto recensioni, con una media di 7,1/10.  Donald Liebenson del Chicago Tribune ha descritto il film come "ambizioso" e lo definisce "un nostalgico spasso che resuscita tutti i punti di riferimento dei cartoni animati originali".  Joe Neumaier di Entertainment Weekly ha elogiato il film come "veloce, divertente e pieno di ammiccamenti consapevoli, il mistero onora l'amata struttura dello spettacolo, ma in grande".  Un articolo del New York Times del 1998 di Peter M. Nichols ha elogiato il film definendolo "ben fatto".  Lynne Heffley del Los Angeles Times ha definito il film "più divertente di quanto ci si aspetterebbe, nonostante la familiare animazione del sabato mattina". 
Le valutazioni successive del film sono state ugualmente positive. Michael Mallory del Los Angeles Times ha attribuito a questo e ai suoi successivi lungometraggi il merito di "aver trasformato i personaggi in trattamenti più moderni di azione e orrore, e di aver giocato con una qualità autoironica".  Mariana Delgado di Collider scrive "un notevole cambiamento di tono ed estetica si discosta dal suo materiale originale [...] È il modo in cui il film inietta nella situazione abbastanza realismo da sembrare un film horror live-action pur rimanendo fedele all'animazione".  Una classifica di Variety del 2022 ha posizionato Zombie Island come la migliore offerta di Scooby , con Carson Burton che afferma "Il film è allo stesso tempo estremamente radicato nei classici ma disposto a fare qualcosa di mai visto prima [...] Il più grande di tutti, Scooby-Doo su Zombie Island fa tutto bene".
Nel 2011-12, il comico britannico Stewart Lee ha dedicato un'ampia sezione del suo spettacolo dal vivo Carpet Remnant World ai "ponti di corda del canyon della giungla" in Scooby-Doo e l'isola degli zombie , collegando quello che ha descritto come lo stato pericoloso di tali ponti con il regime di austerità del primo ministro Margaret Thatcher .